# Edwin Hernández
Edwin William „Aris” Hernández Herrera (ur. 10 lipca 1986 w Pachuce) – meksykański piłkarz występujący na pozycji lewego obrońcy, reprezentant Meksyku.

## Kariera klubowa
Hernández pochodzi z Pachuki i jest wychowankiem akademii juniorskiej tamtejszego klubu CF Pachuca. Nie potrafił jednak przebić się do pierwszego zespołu i występował wyłącznie w drugoligowych rezerwach – Pachuca Juniors. W lipcu 2005 przeszedł do współpracującego wówczas z Pachucą drugoligowego zespołu Indios de Ciudad Juárez, gdzie początkowo pozostawał jednak głębokim rezerwowym i w tej roli w wiosennym sezonie Clausura 2006 dotarł do finału rozgrywek Primera División A. Rok po tym sukcesie wywalczył sobie pewną pozycję w linii defensywy, jako kluczowy zawodnik triumfując z ekipą w rozgrywkach drugiej ligi w jesiennym sezonie Apertura 2007 i na koniec rozgrywek 2007/2008 awansował z Indios do najwyższej klasy rozgrywkowej. W meksykańskiej Primera División zadebiutował 26 lipca 2008 w przegranym 0:1 spotkaniu z Tecos UAG, lecz po pół roku stracił miejsce w wyjściowym składzie. W styczniu 2010 udał się na sześciomiesięczne wypożyczenie do klubu San Luis FC z siedzibą w San Luis Potosí, gdzie również nieregularnie pojawiał się na boiskach, a pod jego nieobecność Indios spadli do drugiej ligi. Tam spędził w barwach klubu z Ciudad Juárez jeszcze rok.
Latem 2011 Hernández został piłkarzem innego drugoligowca – ekipy Club León. Tam już po kilku miesiącach został podstawowym bocznym obrońcą zespołu, w sezonie Clausura 2012 zdobywając z nim mistrzostwo drugiej ligi, co na koniec rozgrywek 2011/2012 zaowocowało już drugim w jego karierze awansem do Primera División. Premierowego gola w pierwszej lidze meksykańskiej strzelił 21 lipca 2012 w wygranej 2:0 konfrontacji z Querétaro, a w jesiennym sezonie Apertura 2013 jako kluczowy gracz defensywy wywalczył z Leónem tytuł mistrza Meksyku. Sukces ten powtórzył również pół roku później, podczas rozgrywek Clausura 2014, wciąż mając niepodważalną pozycję w drużynie prowadzonej przez Gustavo Matosasa. W lipcu 2015 udał się na wypożyczenie do Chivas de Guadalajara, gdzie w sezonie Apertura 2015 zdobył puchar Meksyku – Copa MX, a za sprawą udanych występów już po roku aktywowano jego klauzulę wykupu.
W 2016 roku Hernández wywalczył z Chivas superpuchar Meksyku – Supercopa MX.
| Sezon     | Klub                    | Kraj   | Rozgrywki  | Mecze | Bramki |
| --------- | ----------------------- | ------ | ---------- | ----- | ------ |
| 2004/2005 | Pachuca Juniors         | Meksyk | Ascenso MX | 18    | 0      |
| 2005/2006 | Indios de Ciudad Juárez | Meksyk | Ascenso MX | 1     | 0      |
| 2006/2007 | Indios de Ciudad Juárez | Meksyk | Ascenso MX | 0     | 0      |
| 2007/2008 | Indios de Ciudad Juárez | Meksyk | Ascenso MX | 40    | 2      |
| 2008/2009 | Indios de Ciudad Juárez | Meksyk | Liga MX    | 17    | 0      |
| 2009/2010 | Indios de Ciudad Juárez | Meksyk | Liga MX    | 7     | 0      |
| 2009/2010 | San Luis FC             | Meksyk | Liga MX    | 10    | 0      |
| 2010/2011 | Indios de Ciudad Juárez | Meksyk | Ascenso MX | 32    | 2      |
| 2011/2012 | Club León               | Meksyk | Ascenso MX | 23    | 2      |
| 2012/2013 | Club León               | Meksyk | Liga MX    | 34    | 4      |
| 2013/2014 | Club León               | Meksyk | Liga MX    | 39    | 1      |
| 2014/2015 | Club León               | Meksyk | Liga MX    | 30    | 0      |
| 2015/2016 | Chivas de Guadalajara   | Meksyk | Liga MX    | 26    | 0      |
| 2016/2017 | Chivas de Guadalajara   | Meksyk | Liga MX    |       |        |

## Kariera reprezentacyjna
W seniorskiej reprezentacji Meksyku Hernández zadebiutował za kadencji selekcjonera Miguela Herrery, 30 października 2013 w wygranym 4:2 meczu towarzyskim z Finlandią.